# Planet Cable
Planet Cable es una empresa de la Organización Planeta de Venezuela que presta el servicio de Televisión por cable, con una proyección a corto plazo de ampliar servicios de internet y de voz (VoIP). Planet Cable opera en las principales ciudades del Estado Anzoátegui, Estado Bolívar, y Monagas, Caripito y Quiriquire con más de 80 canales de televisión.